# Elecciones presidenciales de Turkmenistán de 2017
Las elecciones presidenciales se llevaron a cabo en Turkmenistán el 12 de febrero de 2017. Fueron las primeras elecciones desde la introducción de un nominal multipartidismo. Sin embargo, el resultado reflejó, según gran parte de la opinión internacional, la falta del cambio de régimen. La elección fue disputada por nueve candidatos, pero no se la consideró una elección libre y justa por parte de la comunidad internacional.
El presidente Gurbangulí Berdimujamédov fue reelegido con el 97.01% de los votos. A pesar de que la candidatura de Berdimujamédov fue apoyada por el Partido Democrático de Turkmenistán, el presidente había renunciado a su militancia en dicho partido en 2013 y se había declarado candidato independiente, con la intención de reflejar neutralidad.

## Resultados
| Candidato                                                                                    | Partido                                                            | Votos     | %     |
| -------------------------------------------------------------------------------------------- | ------------------------------------------------------------------ | --------- | ----- |
| Gurbangulí Berdimujamédov                                                                    | Independiente (apoyado por el Partido Democrático de Turkmenistán) | 3,090,610 | 97.69 |
| Maksat Annanpesov                                                                            | Independiente                                                      | 37,964    | 1.02  |
| Bekmyrat Atalyev                                                                             | Partido de Industriales y Empresarios                              | 11,390    | 0.36  |
| Serdar Jelilov                                                                               | Independiente                                                      | 7,909     | 0.25  |
| Jumanazar Annayev                                                                            | Independiente                                                      | 6,644     | 0.21  |
| Meretdurdy Gurbanov                                                                          | Independiente                                                      | 5,378     | 0.17  |
| Ramazan Durdyyev                                                                             | Independiente                                                      | 4,745     | 0.15  |
| Suleimannepes Nurnepesov                                                                     | Independiente                                                      | 2,847     | 0.09  |
| Durdygylych Orazov                                                                           | Partido Agrario                                                    | 1,898     | 0.06  |
| Total                                                                                        | Total                                                              | 3,163,692 | 100   |
| Votantes registrados/participación                                                           | Votantes registrados/participación                                 | 3,252,243 | 97.28 |
| Fuente: Government of Turkmenistan Archivado el 19 de septiembre de 2020 en Wayback Machine. |                                                                    |           |       |